# Малиновка (Мишкинское сельское поселение)
Малиновка — починок в Шарканском районе Удмуртской Республики России.

## География
Починок находится в восточной части республики, в зоне хвойно-широколиственных лесов, на правом берегу реки Шаркан, при автодороге 94К-12, на расстоянии примерно 13 километров (по прямой) к юго-востоку от села Шаркан, административного центра района.

### Климат
Климат характеризуется как умеренно континентальный, с продолжительной холодной многоснежной зимой и относительно коротким тёплым летом. Среднегодовая многолетняя температура воздуха составляет 2 °С. Средняя температура воздуха самого тёплого месяца (июля) — 18 °C (абсолютный максимум — 38 °C); самого холодного (января) — −15 °C (абсолютный минимум — −49 °C). Среднегодовое количество атмосферных осадков составляет 400—500 мм, из которых большая часть выпадает в тёплый период.

### Часовой пояс
Починок Малиновка, как и вся Удмуртская Республика, находится в часовой зоне МСК+1. Смещение применяемого времени относительно UTC составляет +4:00.

## Население
| 2010 | 2012 |
| ---- | ---- |
| 12   | →12  |

### Национальный состав
Согласно результатам переписи 2002 года, в национальной структуре населения русские составляли 57 % из 14 чел., удмурты — 43 %.